# Dreamslayer
Dreamslayer è un personaggio immaginario, un super criminale della DC Comics, e parte della gang di criminali chiamata gli Estremisti. Comparve per la prima volta in Justice League Europe n. 15 (giugno 1990) e fu creato da Keith Giffen, Gerard Jones e Bart Sears.

## Biografia del personaggio
In origine, si pensò che Dreamslayer fosse semplicemente una versione robotica di una precedente entità vivente, come i suoi compagni, ma si scoprì che era vero, o che almeno la sua mente lo era. Come parte del gruppo, Dreamslayer uccise la maggior parte della gente di Angor, la sua Terra alternativa. Arrivò sulla Terra in compagnia dei soli tre umani sopravvissuti del suo mondo, Mitch Wacky, Silver Sorceress e Blue Jay. Si impossessò di Maxwell Lord. Rapì Mitch Wacky, il brillante inventore che creò i suoi compagni. Wacky fu portato sull'isola movente di Kooey Kooey Kooey, che Dreamslayer aveva mentalmente reso schiava. Wacky che non era un ricco con cui poter iniziare, fu costretto a lavorare tutto il giorno sugli estremisti robotici. Riuscì a riparare solo Lord Havock a causa dei limiti di materiale. Non appena Havok poté funzionare,  Dreamslayer spezzò il collo di Wacky.
Silver Sorceress attaccò l'isola, insieme ai suoi compagni della Justice League. I nativi dell'isola, controllati mentalmente da Dreaslayer, li attaccarono. Il desiderio della League di non ferire nessun nativo dell'isola costò la vita di Silver Sorceress, poiché fu colpita allo stomaco da una freccia. Prima di morire, neutralizzò Dreamslayer in una battaglia mistica. Dreamslayer ritornò, però, più di una volta, per affliggere Supergirl e la Justice League. Fu utilizzato e ingannato dal criminale noto come Overmaster. Fu anche visto nel crossover JLA/Avengers, che cercava di colpire Flash e Occhio di Falco con dei raggi energetici.

## Altre versioni
La miniserie Countdown Presents: Lord Havok and the Extremists  descrisse le azioni di un Dreamslayer alternativo dalla Terra-8. Dopo il ritorno del multiverso, la versione di un altro universo di Lord Havok e degli Estremisti furono basati su Terra-8. In questa versione, Dreamslayer è l'auto-proclamatosi dio della sua religione, la Dreamologia. Nel n. 4 di Lord Havok and the Extremists, si scoprì che Dreamslayer era un demone, che ebbe alcuni seguaci che lo onorarono e che portarono avanti il suo nobile veliero. Dreamslayer prese possesso di un uomo chiamato Louie Marino, e procedette con l'uccisione dei suoi seguaci, prima che un uomo incappucciato (si scoprirà in seguito essere Lord Havok) gettasse un incantesimo che avrebbe potuto svegliarlo. L'uomo trasferì Dreamslayer dal corpo di Louie in quello della sorella, Louise Marino, nella speranza che la sua mente, più forte di quella del fratello, avrebbe potuto tenere il demone a bada. Louise è al corrente impegnata in una relazione con il suo compagno degli Estremisti Tracer.

## Altri media

### Televisione
- Dreamslayer comparve nell'episodio "Shadow of the Hawk" della serie animata Justice League Unlimited. Comparve al fianco degli Estremisti quando questi attaccarono una città. Fu sconfitto da Lanterna Verde.